# Whitehall (Wisconsin)
Whitehall è un comune degli Stati Uniti d'America, situato nello Stato del Wisconsin, nella Contea di Trempealeau.